# 300인 위원회
300인 위원회(영어: Committee of 300)는 1727년 영국 귀족이 강력한 세력을 창설해 세계를 지배한다는 음모론이다. 이 위원회의 존재를 주장하는 이론의 지지자들은 이 위원회가 중앙 집중화된 글로벌 노력을 위해 정치, 상업, 은행, 언론, 군대를 조직하는 국제 협의회라고 믿는다.

## 후기 이론
아르투르 체레프스피리도비치(Arthur Cherep-Spiridovich)는 이 그룹이 "숨겨진 손"으로도 알려질 수 있다고 썼다. 이 그룹은 국제 금융가인 로스차일드가가 이끌고 세계 최고의 국가 은행 기관과 왕실을 중심으로 느슨하게 기반을 두고 있다. 이 음모론 버전은 로스차일드 가문이 단지 클럽의 일부일 뿐 지도자가 아니라고 주장한다.